# Photo Story
PhotoStory er et computerprogram som bruges til at sammensætte et slideshow (en video lavet ud af billeder) ud af fotoer/billed-filer man har liggende på computeren. Photo Story ligger på de fleste computere med styre systemet Microsoft Windows. Den nyeste version af Photo Story er version 3. Den kan downloades fra Windows hjemmeside, hvis den ikke fra starten af er installeret på computeren.

## Funktioner
Man importerer billedfiler til programmet som ligger på computeren. Man kan derefter indtale lyd til billederne og tilføje tekst. Man kan også tilføje forskellige effekter til billederne. Videoerne man gemmer, bliver gemt som en .wmw fil, som kun kan afspilles i Windows Media Player. Derfor skal man bruge andre programmer til at konvertere filtypen, hvis man vil brænde videoen over på dvd eller afspille den i en anden player. 
I version 2 var der en funktion til at gøre videoerne kompatible med dvd'er, men det er ikke længere muligt med den seneste version 3. Men man kan købe en udvidelse fra Sonic Solutions som gør det muligt at konvertere til dvd. I version 3 kan man også tilføje tilfældigt musik til sin video ud fra en masse temaer.

## Links og kilder
Microsofts hjemmeside(dansk): www.microsoft.com/da-dk
| Software | Spire Denne artikel om software og programmering er en spire som bør udbygges. Du er velkommen til at hjælpe Wikipedia ved at udvide den. |